# Danny Griffin (football)
Ne doit pas être confondu avec Danny Griffin (acteur).
Pour les articles homonymes, voir Griffin.
Danny Griffin est un footballeur nord-irlandais né le 10 août 1977 à Belfast.

## Carrière
- 1994-2000 : St Johnstone  Écosse
- 2000-2004 : Dundee United  Écosse
- 2003-2006 : Stockport County  Angleterre
- 2005-2006 : Aberdeen FC  Écosse
- 2006-2008 : Dundee FC  Écosse
- 2008-2009 : Ross County  Écosse
- 2009-2010 : Livingston FC  Écosse
- 2010-2011 : Arbroath  Écosse

## Sélections
- 29 sélections et 1 but avec l'Irlande du Nord depuis 1996.